# Scytodes arwa
Espèce
Synonymes
- Scytodes makeda Rheims, Brescovit & van Harten, 2006

Scytodes arwa est une espèce d'araignées aranéomorphes de la famille des Scytodidae.

## Distribution
Cette espèce se rencontre au Yémen, en Oman et en Iran.

## Description
Le mâle holotype mesure 5,90 mm.
La femelle décrite sous le nom Scytodes makeda mesure 10,20 mm.

## Systématique et taxinomie
Cette espèce a été décrite par Rheims, Brescovit et van Harten en 2006.
Scytodes makeda a été placée en synonymie par Zamani, Stockmann, Magalhaes et Rheims en 2022.

## Étymologie
Son nom d'espèce lui a été donné en référence à Arwa al-Sulayhi.

## Publication originale
- Rheims, Brescovit & van Harten, 2006 : « The genus Scytodes Latreille, 1804 (Araneae: Scytodidae) in Yemen, with descriptions of three new species. » Fauna of Arabia, vol. 21, p. 159-166.